# Szemely
Szemely là một thị trấn thuộc hạt Baranya, Hungary. Thị trấn này có diện tích 9,47 km², dân số năm 2010 là 483 người, mật độ 51 người/km².